# Zerotula bicarinata
Zerotula bicarinata är en snäckart som först beskrevs av Suter 1908.  Zerotula bicarinata ingår i släktet Zerotula och familjen Zerotulidae. Inga underarter finns listade i Catalogue of Life.